# Совет греков зарубежья
Совет греков зарубежья (греч. Συμβούλιο Απόδημου Ελληνισμού, ΣΑΕ) — основное мировое объединение греческой диаспоры; некоммерческая негосударственная организация, основанная в 1995 году указом Президента Греческой Республики для решения вопросов греков зарубежья.
Основная цель и задачи ΣΑΕ — сотрудничество, поддержка и объединение этнических греков на мировом уровне для укрепления эллинизма. Основная роль ΣΑΕ — сближение греков диаспоры и создание всемирной Сети Эллинизма с целью планирования и реализации программ в интересах омогении, и их передача Греческому государству.

## История
На первой учредительной Всемирной Ассамблее ΣΑΕ в Салониках (29 ноября — 8 декабря 1995 г.) Президентом ΣΑΕ был избран Андреас Атенс из Чикаго, США (1995—2006). Собственно ΣΑΕ под управлением 11-ти членов Президиума состоял из четырёх географических периферий. Салоники превратился постоянную резиденцию и «столицу» Вселенского Эллинизма.
Приобретенный опыт укрепили уверенность в том, что ΣΑΕ может перерасти в организацию с большим будущим. С вступлением в силу Закона Греческой Республики под номером 3480/2006, ΣΑΕ приобрел иную динамику, что гарантирует ему консультативную, референтскую, защитную и поддерживающую роль перед Греческим государством. На основании нового закона число периферий увеличилось с четырёх до семи. На 6-й Регулярной Ассамблее в декабре 2006 года на пост президента был избран Стефанос Тамвакис. Действующий уполномоченный министерства иностранных дел Греции по делам греков зарубежья — Димитрис Доллис, заместитель министра Димитриса Друцаса.

## Периферии ΣΑΕ
1. Периферия США из одиннадцати (11) членов. Координатор Периферии: Теодорос Спиропулос
2. Периферия Канады по пяти (5) членов. Координатор Периферии: Константинос Менегакис
3. Периферия Центральной - Южной Америки из пяти (5) членов. Координатор Периферии: Никифорос Николаидис
4. Периферия Европы из одиннадцати (11) членов. Координатор Периферии: Георгиос Амарантидис[2]
5. Периферия Африки - Ближнего / Среднего Востока с семи (7) членов. Координатор Периферии: Харис Гувелис
6. Периферия Океании - Дальнего Востока с девяти (9) членов. Координатор Периферии: Георгиос Ангелопулос
7. Периферия стран бывшего СССР из пяти (5) членов. Координатор Периферии: Иван Саввиди[3]